# Nowosokolniki
Nowosokolniki (ros. Новосоко́льники) – miasto w Rosji, w obwodzie pskowskim. W 2010 roku liczyło 8119 mieszkańców.
W mieście jest stacja kolejowa Nowosokolniki.